# Ridha Bach Hamba
Ridha Bach Hamba, né le 27 juillet 1927 à Tunis, est un joueur et entraîneur de football tunisien.

## Biographie
Il évolue durant toute sa carrière au sein du Club africain. Après un parcours de joueur, débutant au sein de la formation auréolée de ses premiers titres de champion, il devient entraîneur et seconde notamment Fabio Roccheggiani durant tout son bail à la tête de l'équipe, fonction facilitée par sa maîtrise de l'italien qui lui fait également assumer la fonction d'interprète occasionnel. 
Après la disparition de Roccheggiani, il achève la saison 1966-1967, qui se solde par le premier doublé du club. Le tout est assumé à titre bénévole, s'ajoutant à sa fonction d'administrateur de l'hôpital de La Rabta, qui prend en charge les joueurs blessés. 

## Carrière
- 1946-1955 : Club africain (Tunisie)

## Palmarès
- Champion de Tunisie : 1947, 1948